# Brébeuf
Brébeuf è un comune del Canada, nella provincia di Québec, nella regione di Laurentides. Nel 2011 contava 1.012 abitanti.